# Suchrab Achmedov
Suchrab Sultanovič Achmedov (in russo Сухраб Султанович Ахмедов?; Groznyj, 23 dicembre 1974) è un generale russo di etnia lak, eroe della Federazione Russa e comandante della 20ª Armata combinata delle guardie dal dicembre 2022 al maggio 2024.

## Biografia
Achmedov è nato il 23 dicembre 1974 a Groznyj, capitale dell'allora RSSA Ceceno-Inguscia, in una famiglia originaria del distretto Lakskij del Daghestan. Suo padre Sultan Ismailovič era un colonnello in pensione mentre sua madre Anisat Gasan-Guseinovna era un'insegnante di inglese delle elementari. Dopo di lui sono nati Rustam e Džmaludin. 

### Carriera militare
Finite le scuole superiori nel 1991, è stato arruolato nelle forze armate russe. Dopo essersi diplomato alla Scuola superiore di comando interforze di Novosibirsk nel 1996, Achmedov iniziò a prestare servizio a Novosibirsk. La sua carriera militare proseguì in diverse guarnigioni, tra cui Bujnaksk, Batumi e Oleysk. Nel 2005, completò gli studi presso l'Accademia Militare Frunze di Mosca.
Tra i suoi primi incarichi di comando ci fu la guida di un reggimento della 36ª Brigata fucilieri motorizzata. In seguito, nel 2009 venne nominato comandante della 155ª Brigata fanteria di marina. La sua carriera continuò a progredire, diventando vice comandante delle truppe costiere della Flotta russa del Pacifico. 

#### Guerra russo-ucraina
Come vice comandante delle truppe costiere, Achmedov diresse gli attacchi della 40ª e 155ª Brigata fanteria marina verso la capitale ucraina di Kiev per accerchiarla. Dopo il fallimento di questa offensiva le due brigate vennero trasferite in Bielorussia per essere ricostituite in seguito alle ingenti perdite subite.
A novembre le due unità furono successivamente mandate all'assalto del villaggio di Pavlivka a sud della roccaforte ucraina di Vuhledar, subendo elevatissime perdite nel giro di pochi giorni, pari ad almeno 300 fra morti e feriti, cosa di cui si sono fortemente lamentati i membri accusando Achmedov di mandarli a morire come "carne da cannone".
Ancora colonnello, Achmedov venne nominato comandante della 20ª Armata combinata delle guardie nel dicembre 2022, succedendo al generale Andrej Ivanaev. Due mesi più tardi è stato promosso a maggior generale. Durante l'inverno e la primavera 2023, sotto il suo comando, la 3ª e 144ª Divisione subordinate all'armata hanno continuato ad operare lungo la linea Svatove-Kreminna con scarsi risultati e risultando in gravi perdite. A giugno Achmedov ha fatto schierare parte della 144ª per far ispezionare i soldati dal comandante di divisione; con il ritardo dell'ufficiale, le forze ucraine sono riuscite ad organizzare un attacco missilistico HIMARS contro la formazione facendo 200 vittime tra morti e feriti.
Con decreto presidenziale, il 6 dicembre 2023 è stato promosso a tenente generale.
Nel maggio 2024, Achmedov fu rimosso dal suo incarico di comandante della 20ª Armata dopo lunghe critiche. Secondo il blogger militare Roman Alechin, membro dei volontari "Akhmat" ed ex consigliere del governatore della regione di Kursk, le dimissioni del generale "sono state celebrate da tutti".
Il 10 luglio 2025 il capo della repubblica federale del Daghestan Sergej Melikov ha annunciato che Achmedov fosse stato insignito del titolo massimo di Eroe della Federazione Russa, diventando il 15º daghestano con tale titolo ricevuto durante l'invasione dell'Ucraina.

## Vita privata
Achmedov è sposato con Margarita Vladimirovna, donna di etnia russa. La coppia ha tre figli: due femmine e un maschio.